# Japanische Nachkriegsliteratur
Unter Japanischer Nachkriegsliteratur (jap. 戦後文学, Sengo bungaku) versteht man zunächst die nach dem Zweiten Weltkrieg in Japan veröffentlichte Literatur. Bis heute ist in der Forschung noch nicht ausdiskutiert, welche zeitliche Ausdehnung die Bezeichnung Nachkriegsliteratur umfasst. Die japanische Literaturgeschichtsschreibung hat die Nachkriegsliteratur in fünf Generationen untergliedert, die nachstehend aufgeführt sind und über die in Japan weitgehend Konsens herrscht. Zu Recht ist diese Einteilung der Nachkriegsliteratur in unserern Breiten kritisiert und in Frage gestellt worden.
Ein fundamentaler Einwand gegen die japanische Einteilung lautet, dass, „um die große Anzahl der vorhandenen Autoren den wenigen Rubriken zuordnen zu können, (...) ihre Charakterisierung so allgemein formuliert werden (muss), daß sie zu nichtssagenden Gemeinplätzen degeneriert.“ Es fällt auf, dass die Bezeichnung nach unterschiedlichen Gesichtspunkten erfolgte, die sich nicht miteinander vergleichen lassen. Es bleibt etwa offen, was genau eine „Wir-Literatur“ bezeichnet und wie sie zum Beispiel von der ersten Nachkriegsgeneration abzugrenzen wäre. „Die Zugehörigkeit zu einer solcherart definierten literarischen Generation hat keinerlei Erkenntniswert“. Die Rechtfertigung der Zuordnung zu einer Gruppe muss im Nachgang weitgehend misslingen. Die Einteilung mag als einfache Heuristik dienen, als wissenschaftliches Instrumentarium ist sie hingegen fragwürdig. Die japanischen Einteilungskriterien liegen daher auch nicht dem Überblick zur japanischen Literatur zugrunde.

## Japanische Gliederung der Nachkriegsliteratur

### Erste Nachkriegsgruppe
Zur ersten Nachkriegsgruppe (第一次戦後派, Daiichiji sengoha) gehören nach der Zäsur, die der Zweite Weltkrieg insbesondere im kulturellen und literarischen Leben Japans darstellte, üblicherweise Schriftsteller, die 1946 und 1947 ihre Erlebnisse und ihre Erfahrungen in der Kriegszeit zum Thema ihres Schreibens machten.
Eingebürgert haben sich für die Gruppe der Schriftsteller, die den Krieg selbst miterlebt haben (戦中派, Senchū-ha) auch die Begriffe Yakeato-ha (焼け跡派, in Analogie zur deutschen Trümmerliteratur) und Yamiichi-ha (闇市派, „Schwarzmarkt-Gruppe“). Als repräsentativer Vertreter der japanischen Literatur können hier Shiina Rinzō, als Vertreter der deutschen Literatur Wolfgang Borchert genannt werden. Die Bezeichnungen Yakeato-ha und Yamiichi-ha wurden von Akiyuki Nosaka eingeführt. Insbesondere auch Nakamura Shin’ichirō und Fukunaga Takehiko (福永武彦) gelten mit ihren experimentellen Werken als Wegbereiter des Romans im 21. Jahrhundert.
Gemeinhin werden Ozawa Kiyoshi (小沢清) und Atsuda Gorō (熱田五郎), die zur japanischen Arbeiterliteratur gehören, nicht zu dieser Gruppe hinzugerechnet. Außerdem wird im Allgemeinen die während des Krieges gegründete Gruppe „Seikin-ha“ (星菫派) nicht zur ersten Generation der Nachkriegsschriftsteller gerechnet.
Zu den Schriftsteller der ersten Nachkriegsgeneration gehören:
Ōoka Shōhei – Noma Hiroshi – Shiina Rinzō – Umezaki Haruo – Takeda Taijun – Nakamura Shin’ichirō – Haniya Yutaka

### Zweite Nachkriegsgruppe
Zur zweiten Nachkriegsgruppe (第二次戦後派, Dainiji sengoha) gehören Schriftsteller, die 1948 und 1949 die literarische Bühne betraten. Diese Generation zeichnet sich dadurch aus, dass sie sich vom Shishōsetsu, dem „Ich-Roman“, der in der Vorkriegszeit kennzeichnend für den japanischen Naturalismus war, abwendeten. Nach Auffassung der japanischen Literaturgeschichtsschreibung hat insbesondere diese Generation mit ihren literarischen Leistungen zur Reputation der japanischen Literatur im Westen beigetragen.
Zu den Schriftsteller der zweiten Nachkriegsgeneration gehören:
Mishima Yukio – Abe Kōbō – Shimao Toshio – Hotta Yoshie – Inoue Mitsuharu

### Dritte neue Nachkriegsgeneration
Zur dritten neuen Nachkriegsgruppe (第三の新人, Daisan no shinjin) gehören Schriftsteller, die zwischen 1953 und 1955 die literarische Bühne betraten. Der Begriff wurde von Kenkichi Yamamoto eingeführt.
Zu den Schriftsteller der dritten Nachkriegsgeneration gehören:
Shūsaku Endō – Shōtarō Yasuoka – Junnosuke Yoshiyuki – Junzo Shono – Shumon Miura – Ayako Sono – Hiroyuki Agawa

### „Ningen toshite“ oder „Wareware no bungaku“ Gruppe
Zur „Ningen toshite“ Gruppe (人間として, Als Mensch-) oder auch „Wareware no bungaku“ Gruppe (我々の文学, Unsere Literatur, auch: Wir-Literatur) gehören sogenannte engagierte Schriftsteller, wie Ōe Kenzaburō, Kaikō Takeshi und Ishihara Shintarō.

### „Naikō no sedai“ Gruppe
Zur „Naikō no sedai“ Gruppe (内向の世代, Introvertierte Generation) gehören Schriftsteller, die zwischen 1965 und 1974 die literarische Bühne betraten. Die Bezeichnung wurde erstmals 1971 vom Literaturkritiker Odagiri Hideo verwendet. Eine Gruppe, die gekennzeichnet ist durch die Selbstreflexion der eigenen Existenz.
Zu den Schriftsteller der dritten introvertierten Generation gehören:
Furui Yoshikichi, Gotō Meisei, Hino Keizō, Kuroi Senji, Ogawa Kunio, Sakagami Hiroshi, Takai Yūichi, Abe Akira und Kashiwabara Hyōzō.
Gelegentlich wird die Gliederung modifiziert, indem von der ersten Nachkriegsgruppe noch eine Kunst-Gruppe (芸術派, Geijutsuha) abgespalten wird, gelegentlich werden die erste und zweite Nachkriegsgruppe auch zusammengelegt.